# Оливера Јелкић
Оливера Јелкић (Нови Сад, 1958) српска је књижевница и правница.

## Биографија
Оливера Јелкић рођена је 1958. године у Новом Саду. Завршила је Правни факултет у Новом Саду. По занимању је адвокат, али је по вокацији писац. 
Радила је као адвокатица, управница затвора у Сремској Митровици, саветница министра правде, уредница дечјег подлистка „Кишобранчић“ у листу „Кишобран“, који излази у Ванкуверу.

## Дела

### Романи
- RoXa (2002)
- Брава (2003)
- Гамбит (2015)
- Лудвиг (2018)

### Романи за децу
- Хиљаду ждралова (1998)
- Велики Мики (1999)
- Случај Брррк (2002)
- Случај Бабарога (2003)
- Слушај СМС (2003)
- Књига о главном јунаку (2004)
- Четири шапе (2007)
- Хиљаду и један ждрал (2012)

### Приче за децу
- Путовање у Декаленд (1997)

### Поезија за децу
- Сто му громова, постао сам мајка (1998)

### Драмски текстови
- Сва моја права
- Није земља шинобус
- Чипчицом ћу те, чипчицом ћеш ме
- Дон Перињон [3]

## Награде
- Доситејево перо: 1997. за приче за децу Путовање у Декаленд; 1998. за роман за децу Хиљаду ждралова
- Нај-осмех: 1999. за роман Велики Мики
- Сребрни Гаша: 2000. за роман Случај Бабарога
- Змајеве дечје игре: 2001. за роман Случај Брррк
- Сигридруг Змајевих дечјих игара: 2003. за монодраму Сва моја права
- Нај-књига: 2006. за роман Књига о главном јунаку [4]